# Contea di Dickey
La contea di Dickey, in inglese Dickey County, è una contea dello Stato del Dakota del Nord, negli Stati Uniti. La popolazione al censimento del 2000 era di 5 757 abitanti. Il capoluogo di contea è Ellendale.

## Geografia
La contea si trova nel sud-est dello Stato, al confine con il Dakota del Sud. A est si estende la prateria, mentre le colline segnano il confine con la regione delle Grandi Pianure.

### Contee confinanti
- Contea di LaMoure - nord
- Contea di Ransom - nord-est
- Contea di Sargent - est
- Contea di Brown (Dakota del Sud) - sud
- Contea di McPherson (Dakota del Sud) - sud-ovest
- Contea di McIntosh - ovest

## Storia
La contea fu creata nel 1881 e organizzata nel 1882. Fu chiamata così in onore di George H. Dickey, avvocato e politico.

## Comuni

### Cities
- Ellendale (capoluogo)
- Forbes
- Fullerton
- Monango
- Ludden
- Oakes